# الیوت بلگریو
الیوت بلگریو (انگلیسی: Elliott Belgrave؛ زادهٔ ۱۶ مارس ۱۹۳۱) یک سیاست‌مدار اهل باربادوس است.